# Gordonia obovata
Gordonia obovata là một loài thực vật có hoa trong họ Theaceae. Loài này được (Wawra) H.Keng mô tả khoa học đầu tiên năm 1980.